# Gymnosporangium kernianum
Gymnosporangium kernianum är en svampart som beskrevs av Bethel 1911. Gymnosporangium kernianum ingår i släktet Gymnosporangium och familjen Pucciniaceae.   Inga underarter finns listade i Catalogue of Life.